# Cyborg (album)
Cyborg – drugi album studyjny Klausa Schulzego, wydany w październiku 1973 roku w Niemczech nakładem wytwórni Kosmische Musik, wznowiony w 1975 roku nakładem wytwórni Brain Records oraz 8 września 2006 roku nakładem Revisited Records z bonusowym utworem.
Cyborg był pierwszym albumem Schulzego, w którym wykorzystał on syntezatory.

## Album

### Lista utworów
Lista i informacje według Discogs:
Seite 1
| 1. | Synphära | 22:49 |
|    |          |       |
|    |          | 22:49 |
|    |          |       |
Seite 2
| 1. | Conphära | 25:52 |
|    |          |       |
|    |          | 25:52 |
|    |          |       |
Seite 3
| 1. | Chromengel | 23:49 |
|    |            |       |
|    |            | 23:49 |
|    |            |       |
Seite 4
| 1. | Neuronengesang | 24:57 |
|    |                |       |
|    |                | 24:57 |
|    |                |       |

### Informacje
- Klaus Schulze – kompozytor i wykonawca: organy, syntezator (VCS 3), śpiew, instrumenty perkusyjne
- Cosmic Orchestra – 12 wiolonczel, 3 kontrabasy, 30 skrzypiec, 4 flety
- Peter Geitner – projekt okładki
- Marcel Fugère – autor zdjęć

### Wznowienie (2006)
Album został wydany ponownie 8 września 2006 roku nakładem Revisited Records jako podwójny CD z dodatkowym utworem „But Beautiful” (50:45), zarejestrowanym 17 października 1977 roku w brukselskiej katedrze św. Michała i św. Guduli.

## Opinie krytyków
Archie Patterson z AllMusic uważa, że Cyborg (…) jest „monumentalnym podwójnym albumem «muzyki kosmicznej»”, który „do dziś stanowi jeden z najpotężniejszych przykładów ambientowej muzyki pulsacyjnej, jaką kiedykolwiek wymyślono”.